# Fritz Kahlenberg
Fritz Dietrich Kahlenberg (Berlín, 12. února 1916 - New York, 15. října 1996) byl nizozemský fotograf a účastník nizozemského odboje během druhé světové války.

## Životopis
Kvůli židovskému původu Kahlenberg uprchl ve třicátých letech z nacistického Německa do Nizozemska a pracoval jako fotograf a filmař. V roce 1944 spolu s Tonny van Renterghem založil odbojovou skupinu De Ondergedoken Camera (Underground kamera nebo Skrytá kamera), která se skládala z profesionálních fotografů, ale i amatérů, kteří nelegálně zachycovali německou okupaci na fotografii. Cílem bylo využít jejich schopnosti dokumentovat. Protože fotografování bylo během německé okupace Nizozemska zakázáno, pracovalo se jim za velmi obtížných okolností. Pro svou vlastní bezpečnost často zůstávali v anonymitě a někdy pod pseudonymem. Jejich cílem bylo zachytit všední život v nacisty okupovaném Nizozemí. Museli se vypořádat s velkými logistickými problémy, jako byl nedostatek materiálu a omezená elektrické energie, vyžadující použití karbidových výbojek a centrální temné komory, ale i tak se jim podařilo zachytit hodně situací. Fotoaparáty byly často skryty pod bundou, novinami nebo zabudovány do nákupních tašek nebo aktovek s otvorem pro objektiv.
Fritz a jeho manželka Ingeborg Kahlenberg-Wallheimerová (také německá uprchlice a fotografka) se v roce 1946 vzali a do Spojených států emigrovali o několik let později. Zemřeli v New Yorku krátce po sobě v říjnu 1996 ve věku 80 let a 76 let.
Je po něm pojmenována ulice Fritz Dietrich Kahlenbergstraat v Haveneiland-Oost v Amsterdamu.

## Galerie

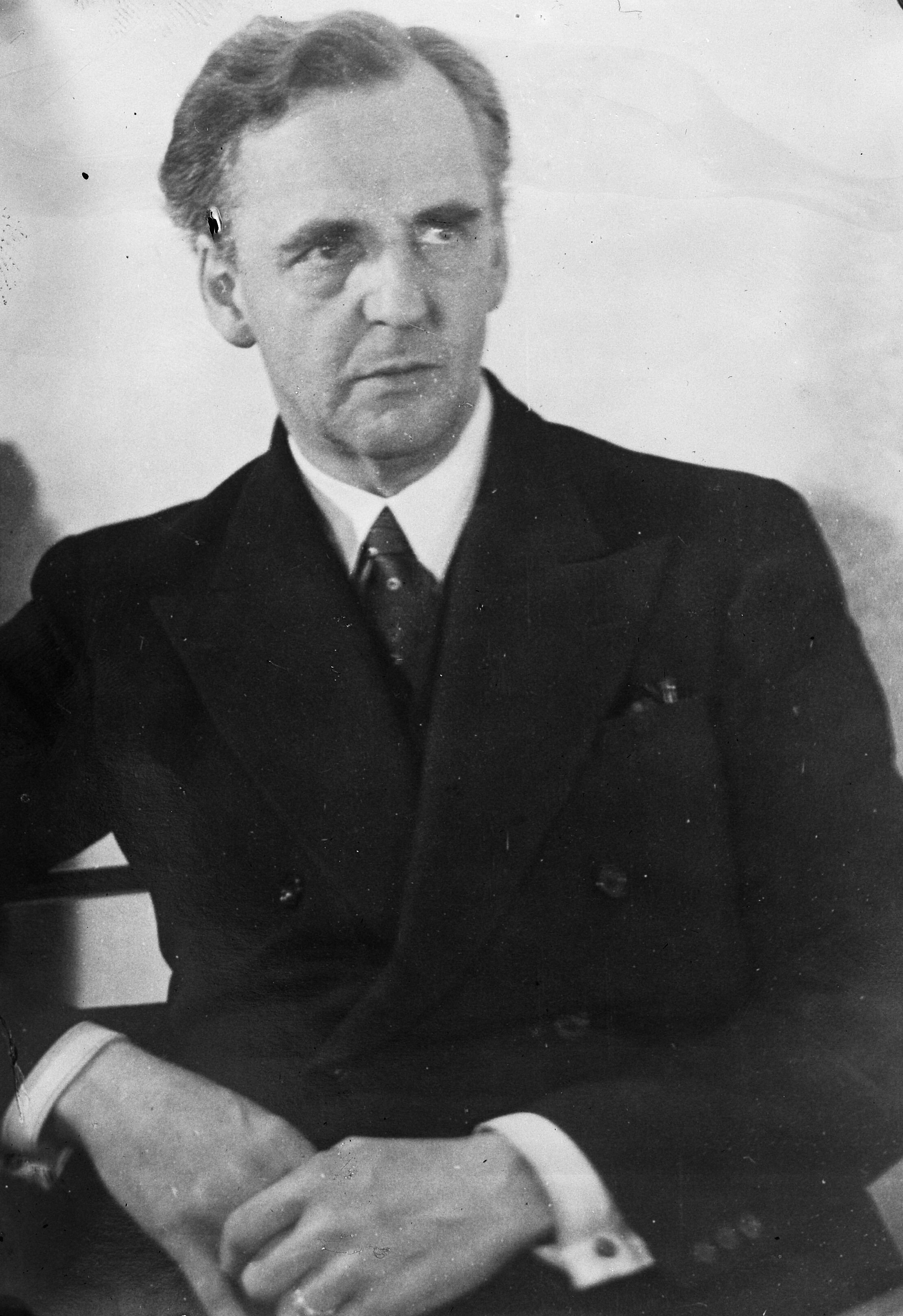
Herec a režisér Eduard Verkade, 1947
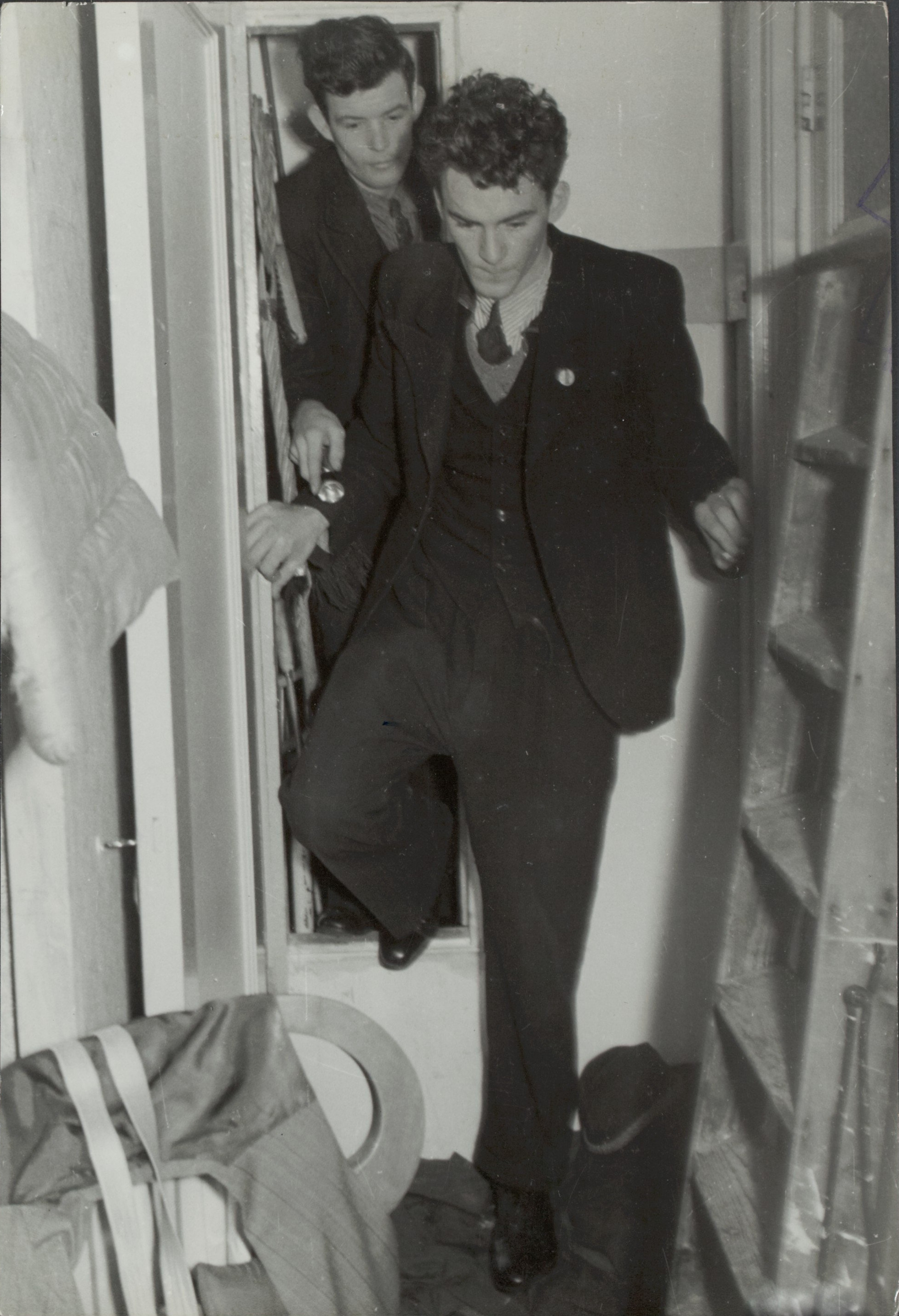
Dva spojenci vycházejí z úkrytu, 1945
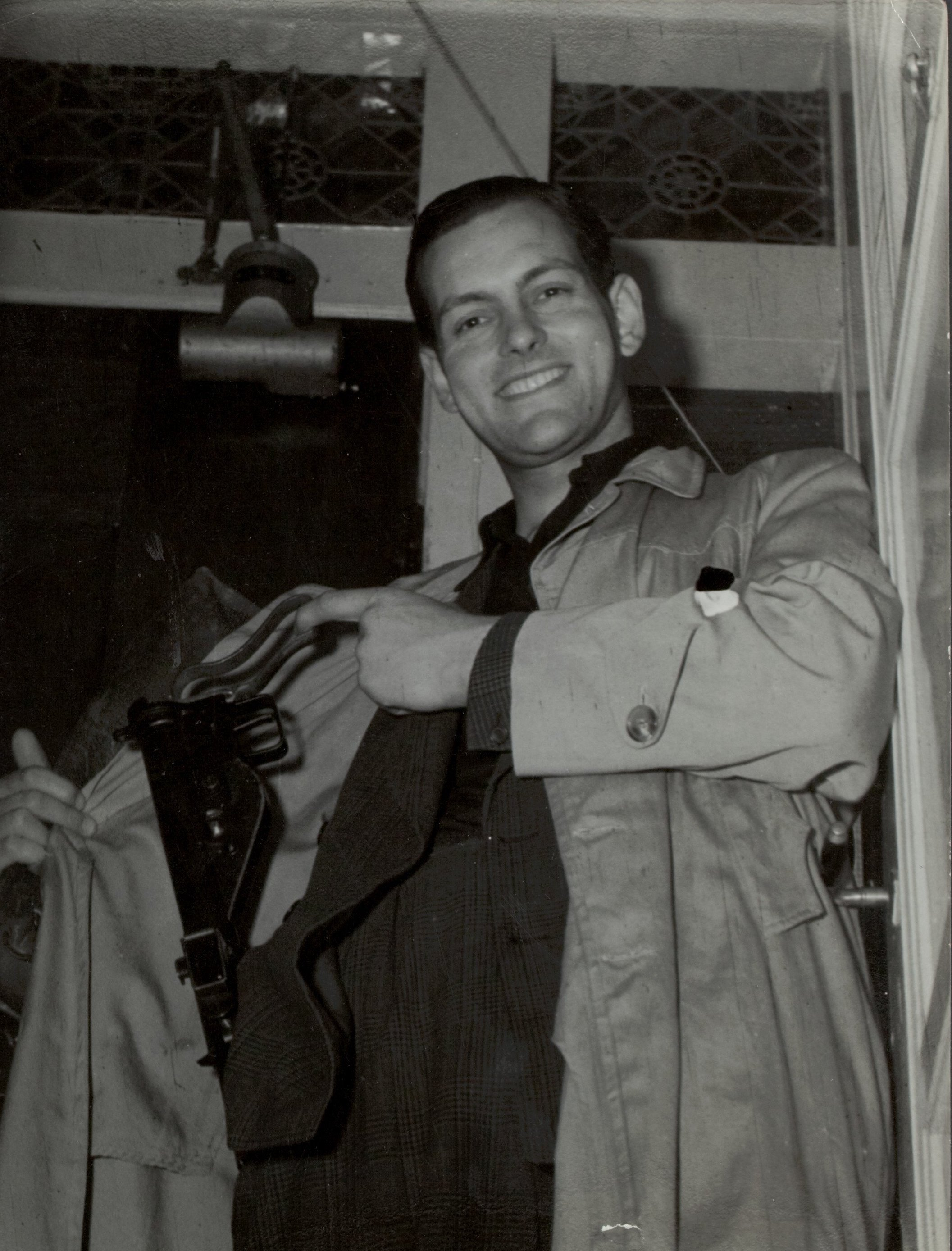
Odbojář a fotograf Tonny van Renterghem představuje sérii o nizozemském odporu, vyzbrojen služební zbraní, srpen 1945